# Монастир святого Онуфрія (Львів)
Монасти́р свято́го Ону́фрія — монастир Української греко-католицької церкви, архітектурна пам'ятка Львова, пов'язана з давньоруським Львовом. Розташовується на вулиці Богдана Хмельницького.

## Історія

### Православний період
Монастир датують приблизно XIII століттям. Збереглось мало відомостей про ранній і зокрема княжий період (до завоювання Львова Казимиром III). Бартоломей Зиморович у своїй праці «Leopolis triplex» стверджує, що князь Лев I Данилович віддав Святоонуфріївському монастирю на зберігання ікону Богородиці, написану нібито самим Лукою Євангелістом, яку Володислав Опольський підступом викрав і вивіз до Ченстохови. Також існує досить специфічний документ, що стосується давнього монастиря — фальсифікована у XV столітті грамота про нібито наданий у 1292 році привілей церкві св. Миколая від короля Руси Лева Даниловича, у якому зокрема згадується Онуфріївський монастир. Цей фальсифікований привілей був підтверджений королем Казимиром IV Яґеллончиком у 1448 році. У 1460 і 1463 роках львівський міщанин Степан Дропан зробив пожертвування на монастир (дата певний час вважалась датою заснування). 1573 р. Іван Федоров заснував в монастирі друкарню, з якої вишли львівський «Апостол» та «Буквар». Королівський акт від 15 жовтня 1582 року дозволяв монастиреві користуватись водогоном, що проходив його територією. 1583 року на території монастиря поховано одного з першодрукарів Івана Федорова (була надгробна плита з епітафією про те, що він у Львові «друкованіє занедбалоє обновил»).
Монастир став одним «каменів спотикання» у стосунках між владикою Гедеоном (Балабаном) та Львівським братством. 13 листопада 1589 року константинопольський патріарх Єремія II звільнив монастир від підпорядкування Унівському монастиреві. Від цього часу він перебував під протекторатом Львівської Ставропігії (підпорядковувався, за одними відомостями, безпосередньо Константинопольському Патріярху, за іншими — митрополиту).
Монастир потерпів від великої пожежі Краківського передмістя 1623 року, у 1655 році, під час турецької облоги 1672 р.

### Унійний період
З 1708 року, після переходу Львівської Ставропігії на унію, підпорядковувався Риму. Від 1762 року незалежний від Стравропігії. 1767 року монастир став Василіянським.
Монастир проіснував до 1946 року (ліквідований московсько-більшовицькою владою). Центральний василіянський архів і бібліотеку, що розміщувались на той час в монастирі, розподілено між державними архівами і бібліотеками.

### Радянський період
Приміщення використовувались Музеєм етнографії. 1977 року тут відкрито Музей Івана Федоровича (Федорова — за радянською версією). Того ж року на території монастиря розміщено трифігурну композицію, що зображує Івана Федоровича з двома помічниками. Скульптор А. Галян. 1989 року монастир повернено василіянам. Музей перенесено до приміщень на вулиці Коперника і нині має назву Музей мистецтва давньої української книги. Скульптурну групу також перенесено.

### Сучасний стан
З 1904 року досі (з перервою на період підпільної діяльності Української греко-католицької церкви у 1946—1989 роках) монастир святого Онуфрія є осідком протоігумена Провінції Найсвятішого Спасителя в Україні Василіянського Чину святого Йосафата. Станом на лютий 2011 року в монастирі проживало 22 ченці, в тому числі 14 ієромонахів. Намісником монастиря з 2024 року є о. Пантелеймон Трофімов, ЧСВВ.

### Монастирська церква
Львівський дослідник Володимир Вуйцик припускав, що церква спочатку була дерев'яною і знаходилась дещо ближче до Замкової гори. Над головним вхідним порталом церкви розміщено дату 1518. 

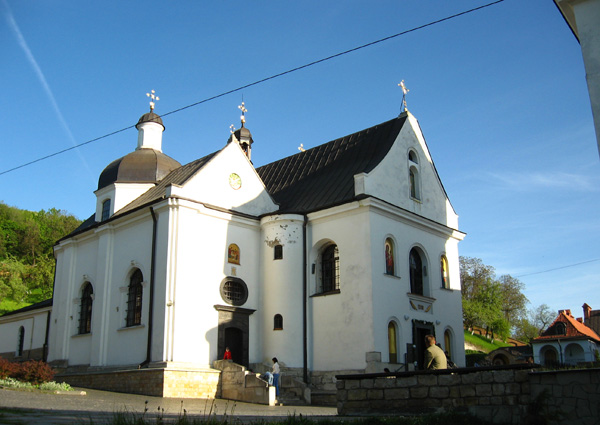
Церква з північно-західного боку

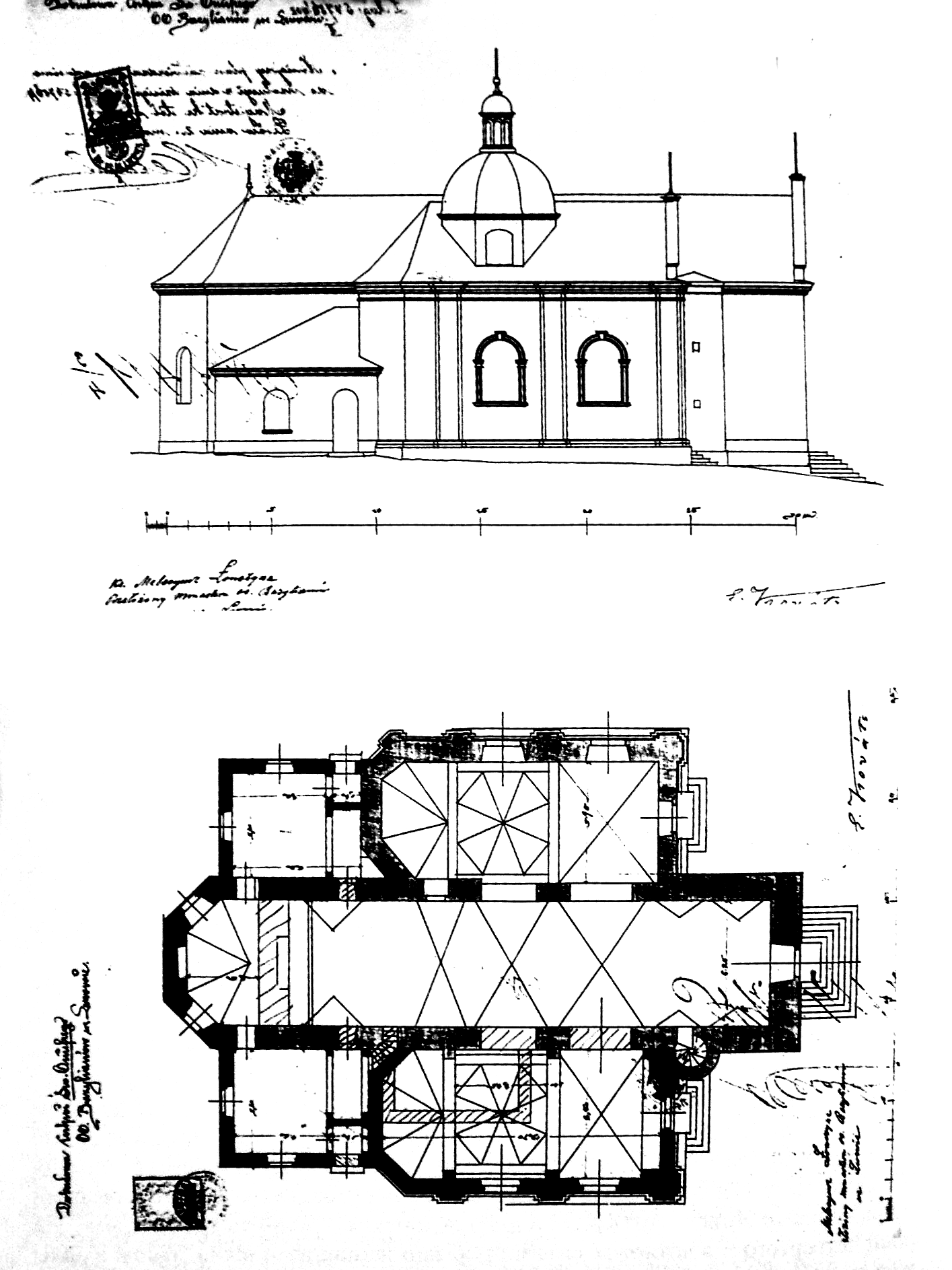
Едгар Ковач. Проєкт добудови нави, 1902 року. План актуальний до сьогодні.

Близько 1550 року на кошти князя Костянтина Острозького завершено будівництво двох нових мурованих церков на нинішньому їх місці. Це були церкви св. Онуфрія і св. Трійці, що прилягали одна до одної, але фактично функціонували окремо, кожна — із власним входом. Однак дослідження 1993 року, проведені Костянтином Присяжним, Миколою Бевзом, А. Мартинюк та студентами В. Романюком, В. Рижим та В. Накопало, показали, що кладка з коленого каменю, збережена аж до вінцевого карнизу основної нави, має давніше походження. За новою версією 1550 року скоріш за все проведено лише реконструкцію, під час якої збоку прибудовано другий храм (св. Трійці). Водночас у самої церкви св. Онуфрія розібрано чільну стіну фасаду, храм видовжено і перемуровано склепіння. Відповідно постав ряд наразі нерозв'язаних питань про те, якими були первісні склепіння, чи існували бані.
Після пожежі 1623 року, нападу Б. Хмельницького і московитів 1655 року, турецько-татарської облоги 1672 року храм відбудовано і наново освячено 10 жовтня 1680 єпископом Йосифом Шумлянським. 1770 року невідомий почаївський архітектор виконав проєкт повністю нової церкви і монастиря у барокових формах, котрий однак не був реалізований. Автором проєкту був, ймовірно, Готфрід Гофман. 1776 року церкви з'єднали в один об'єм під керівництвом архітектора Франциска Кульчицького. 1777 року було розібрано стіну, що відділяла наву від презбітерію, мала проходи на місці царських і дияконських врат іконостасу. Дана стіна — архаїчний архітектурний елемент, характерний для українських церков XV–XVI ст. Одночасно підлогу вівтарної частини піднято на дві сходинки. 1821 року/1824 року за проєктом Франца Трешера (молодшого) добудовано притвор. У 1902 р. за проєктом Едґара Ковача будівничий Іван Левинський спорудив північну наву, у результаті чого пам'ятка має вигляд тринавного храму. Сучасний вигляд церкви — це конгломерат різночасових нашарувань. 1906 року храм розписаний художником Йозефом Балою поверх стінопису Мартина Яблонського 1854 року.
Про іконостас церкви відомо, що 1777 року він був перебудований за зразком іконостасу церкви св. Миколая, львівським різьбярем Іваном Щуровським. До нашого часу не зберігся. 1820 року новий іконостас виконаний Лукою Долинським. 1908 року його замінено новим, з іконами Модеста Сосенка, із різьбою на зразок краснопущанського іконостаса.

У 1885 році в церкві встановили нові органи (без відома митрополичого Ординаріату).

Інтер'єр церкви
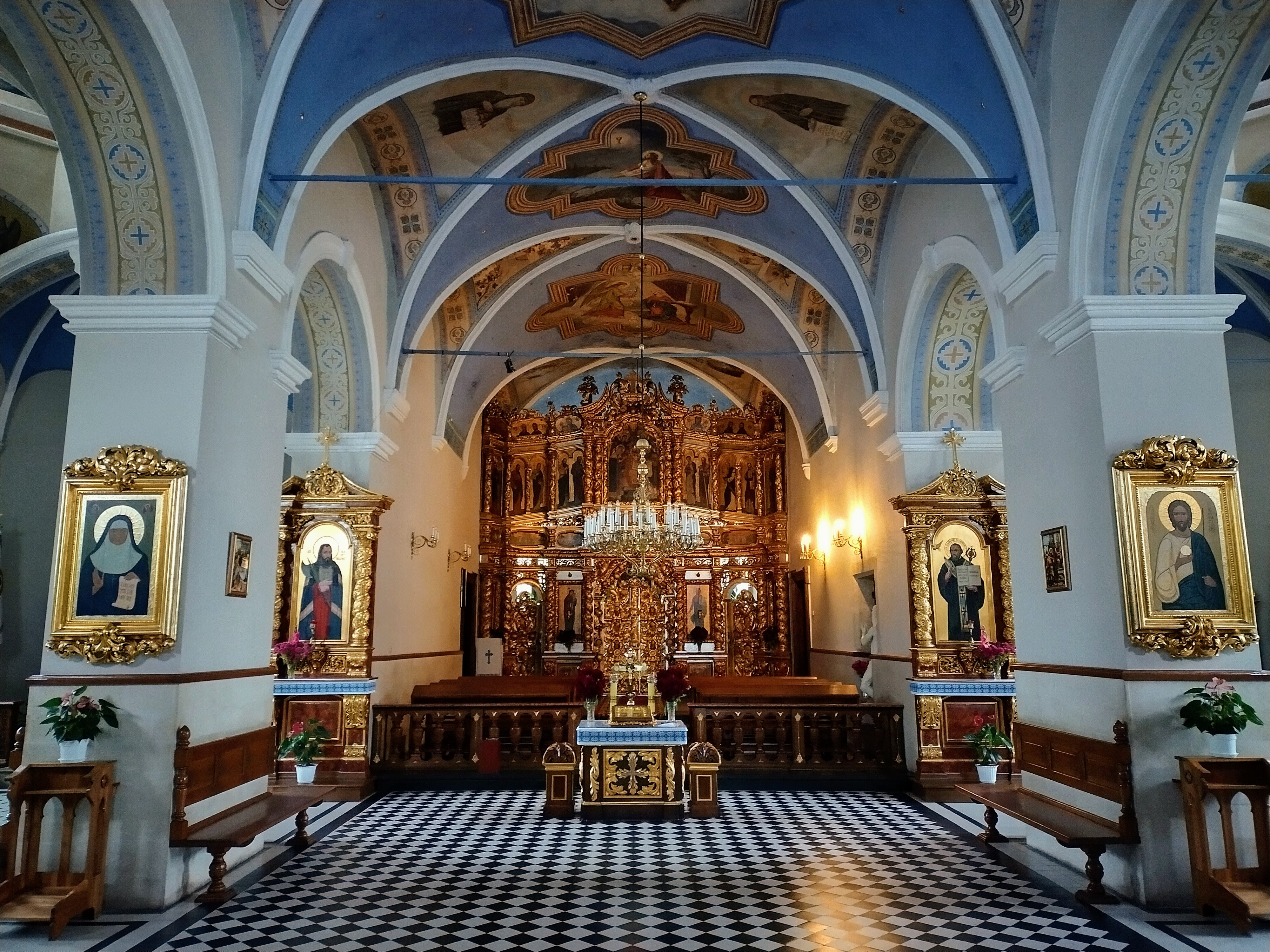
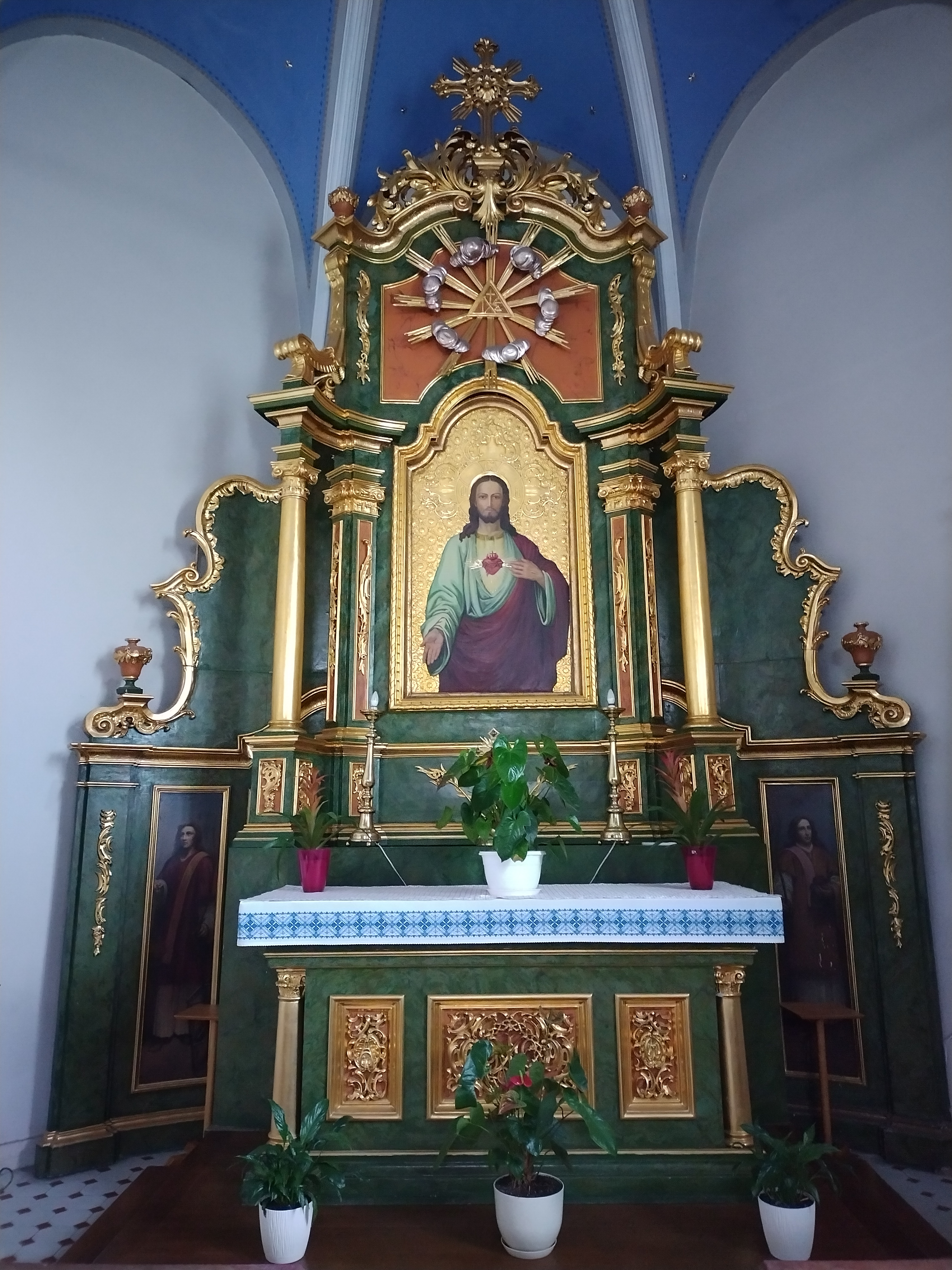
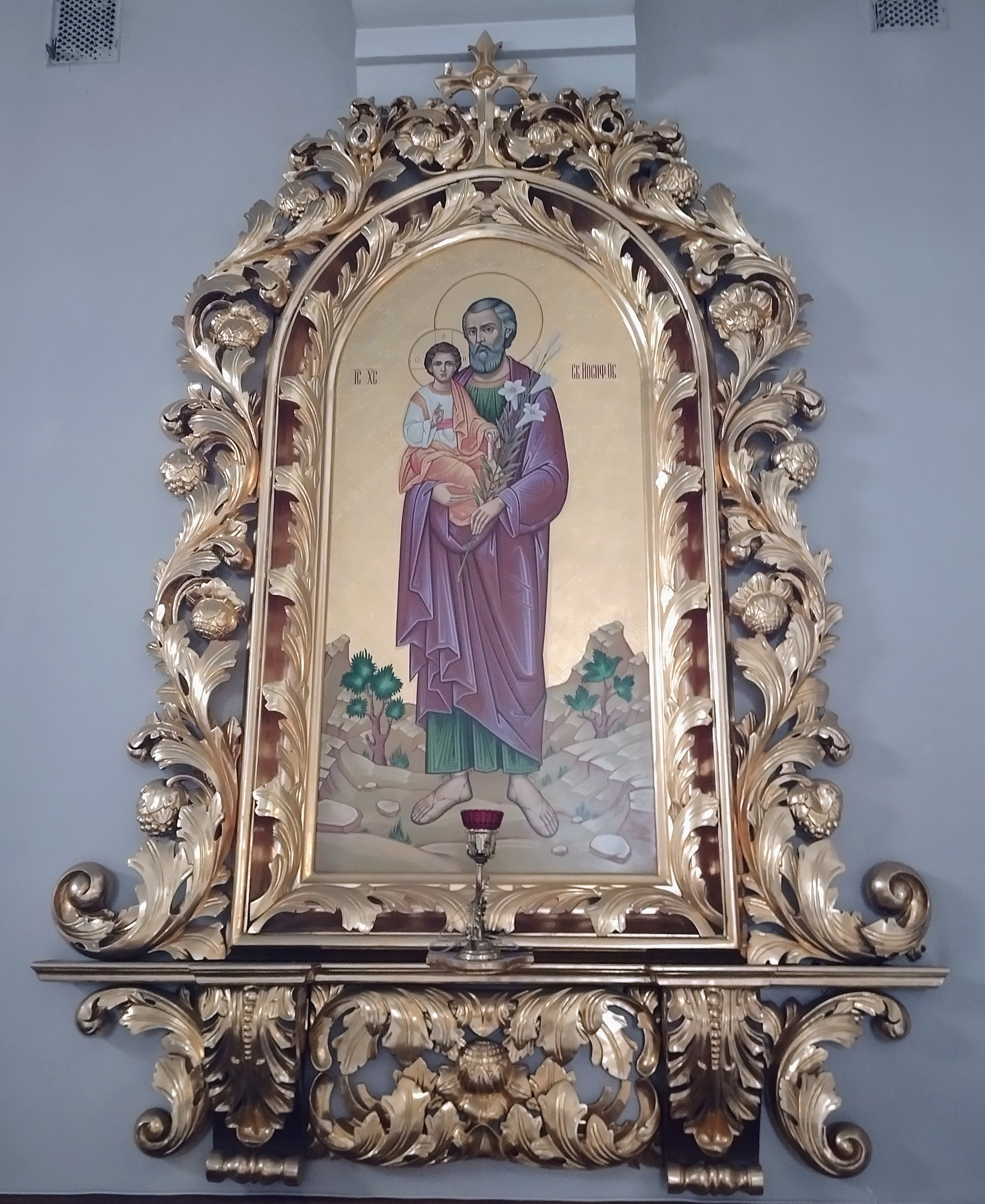
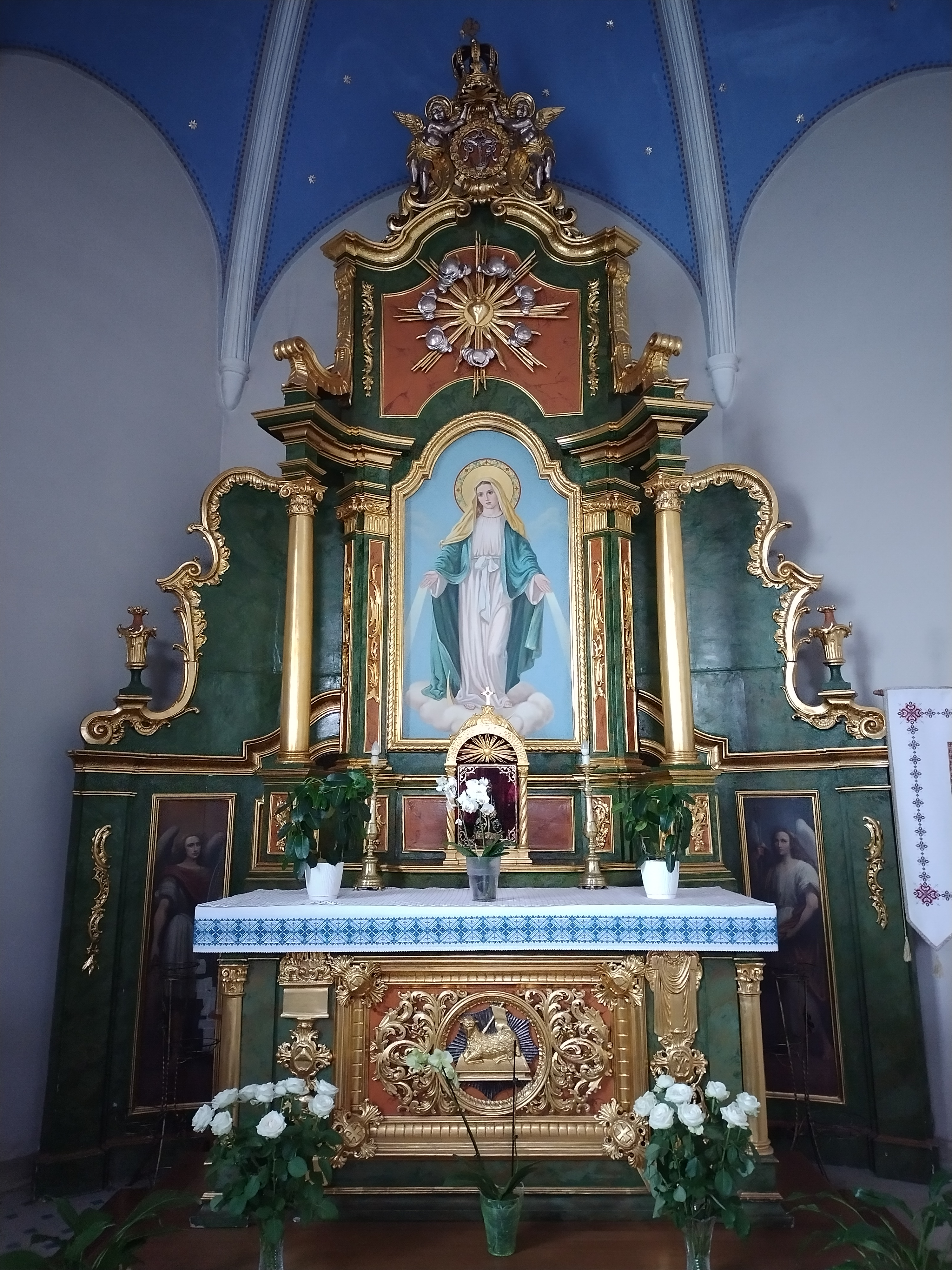
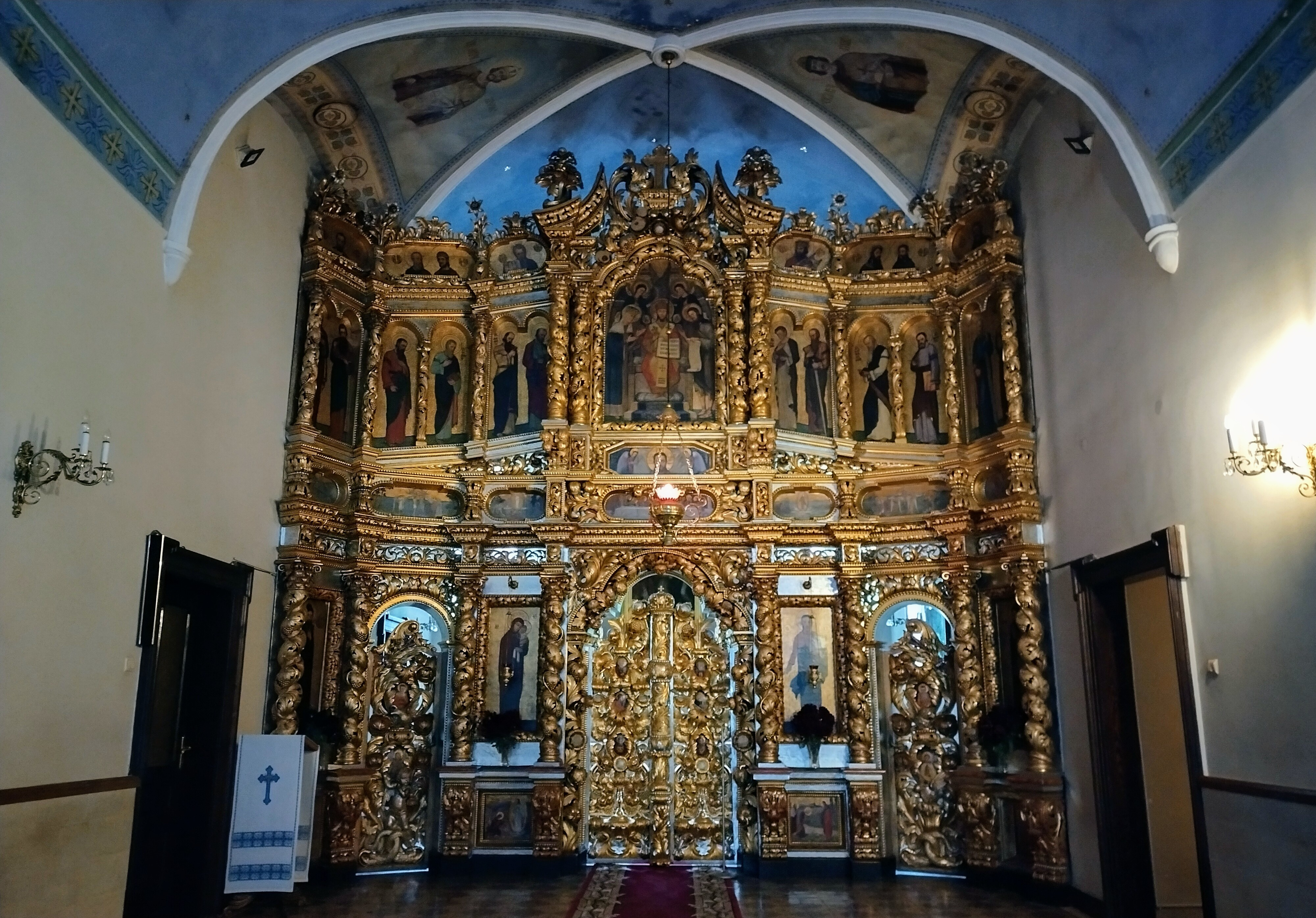

### Дзвіниця
Будівництво первинної дзвіниці почато 1554 року, вимурувано на невелику висоту. Дзвіниця водночас була головною брамою (мала наскрізний прохід). 1681 року зроблено дерев'яну надбудову. Точну локалізацію дзвіниці не встановлено. Відомо, що вона мала оборонне значення — на ній було розміщено гармати. У 1820 році збудовано нову дзвіницю за проєктом Франца Трешера, що збереглась донині. Зовні на дзвіниці було зроблено розписи Лукою Долинським: образи Ісуса Христа, св. Василія, Антонія і Феодосія Печерських, св. Йосафата.

### Келії
1688 р. розібрано дерев'яний паркан, на місці якого протягом 1693–1698 років було вибудувано мур довкола території монастиря. На північній межі із володіннями вірменського монастиря св. Анни муру не було, під час ворожих набігів монастирі утворювали єдиний оборонний комплекс (відіграло роль під час татарського нападу на Львів 1695 року). Сходи до брами збудовано у 1780 р. У 1815–1819 роках проведено надбудову другого поверху келій. Це було пов'язано із переселенням групи василіян із скасованого монастиря при соборі святого Юра. У 1820-х роках Францом Трешером також було спроєктоване крило монастиря, що повинно було примикати до дзвіниці з півночі, однак з невідомих причин не реалізоване. 1854 року проєкт розбудови монастиря авторства Йозефа Енґеля також не реалізовано. У 1990-х роках збудовано додатковий корпус келій з каплицею за проєктом групи архітекторів інституту «Укрзахідпроектреставрація» під керівництвом Уляни Піхурко та Миколи Гайди.

Дзвіниця, келії, пам'ятні таблиці
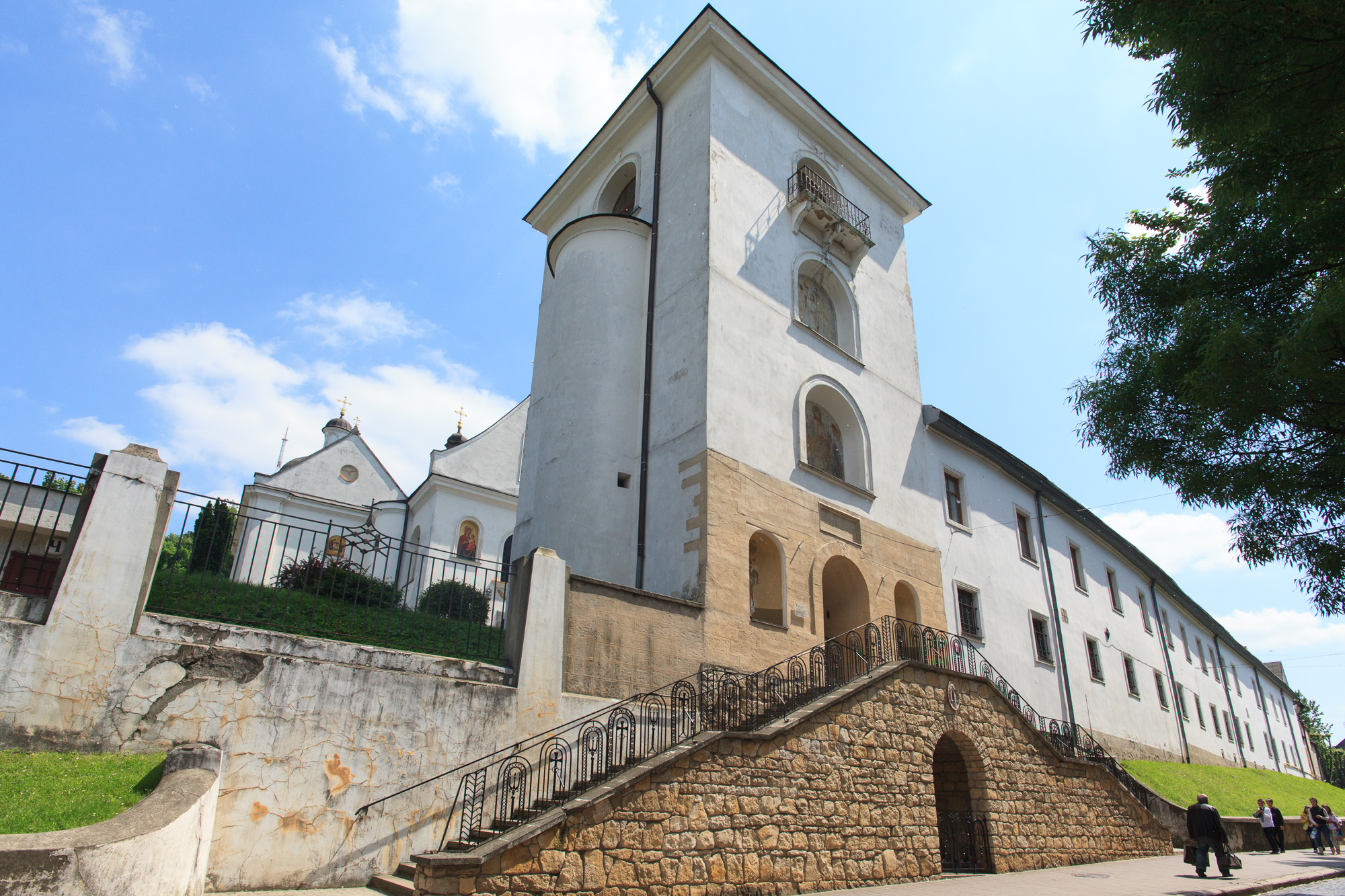
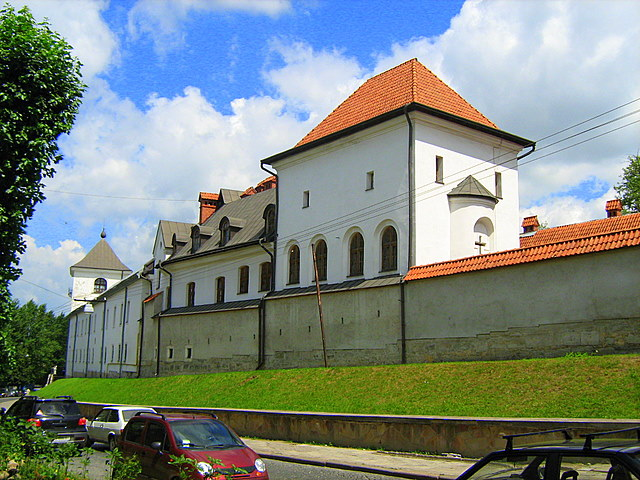
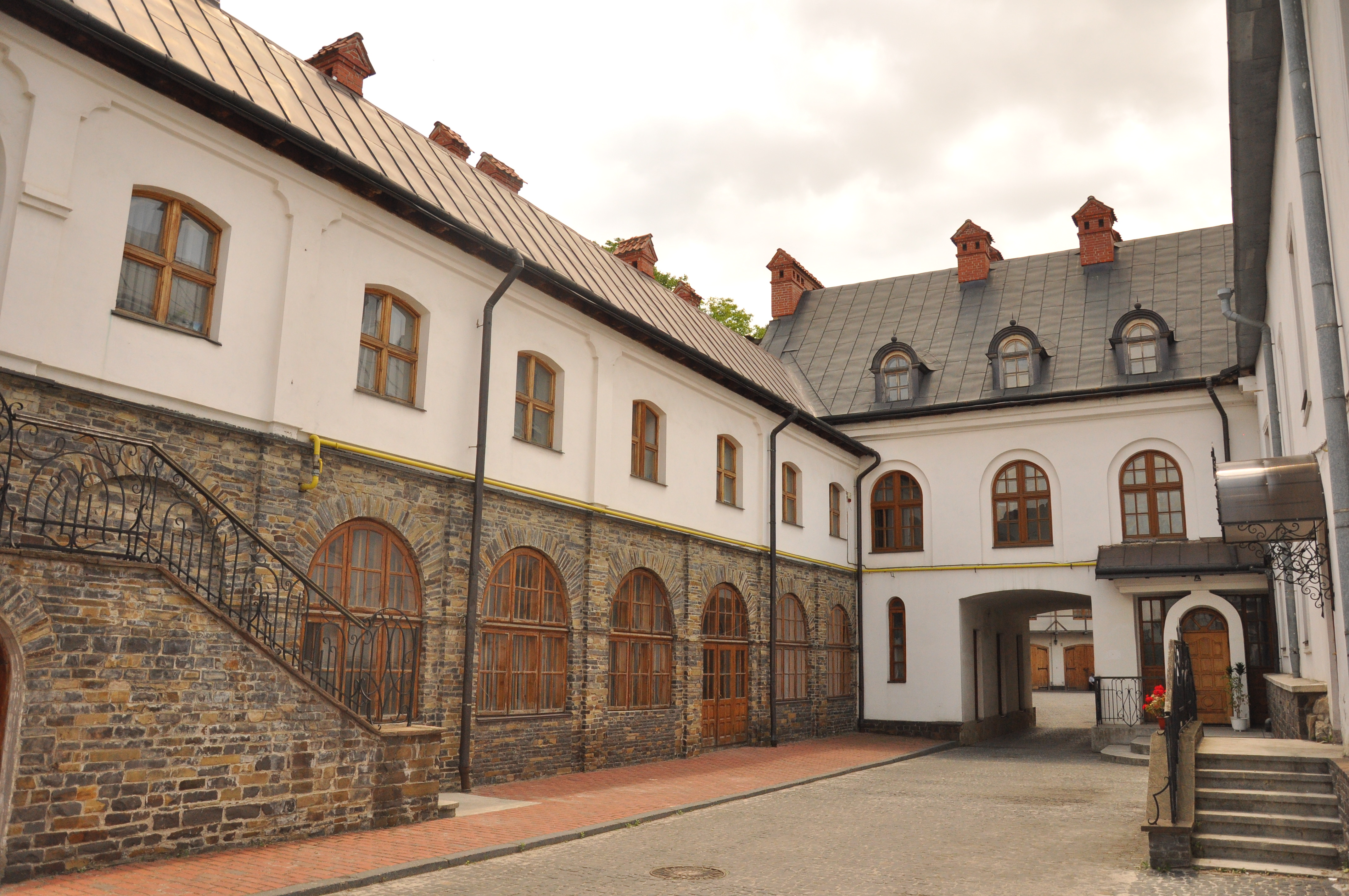
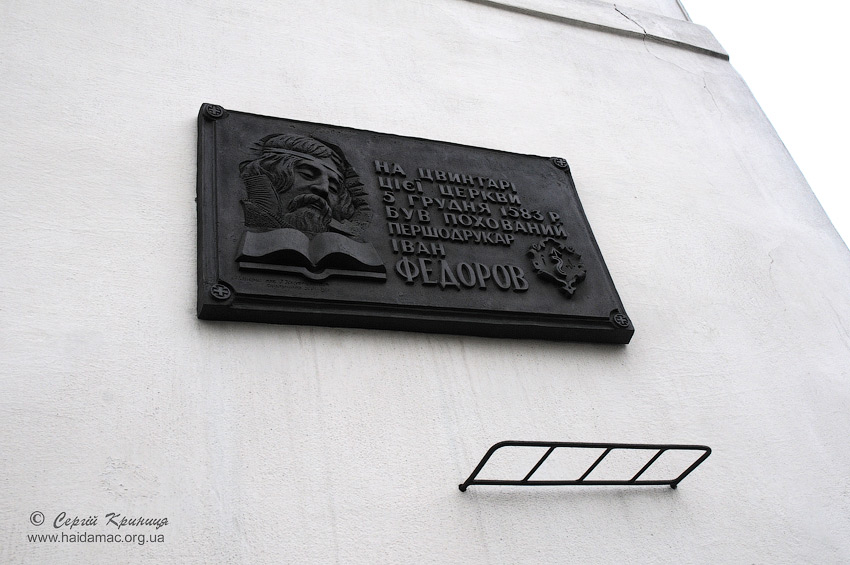

### Пам'ятні таблиці
Зліва та справа від головного входу є дві, також 2 містяться справа та зліва біля входу всередині храму.

### Усипальниця
У підземеллях ховали шляхтичів та багатших міщан-русинів. Також тут був похований страчений на львівському пранґері молдавський господар Стефан VII Томша.

### Монастирський цвинтар
На місці теперішнього монастирського саду з кінця XVI століття був цвинтар ченців монастиря і парафіян Успенської церкви. Окрім Івана Федоровича, тут були поховані: Арсеній Радкевич (1759–1821), Модест Гриневецький (1758–1823), Теофан Голдаєвич (1822).

Надгробні плити, вмуровані у стіну церкви Святого Онуфрія
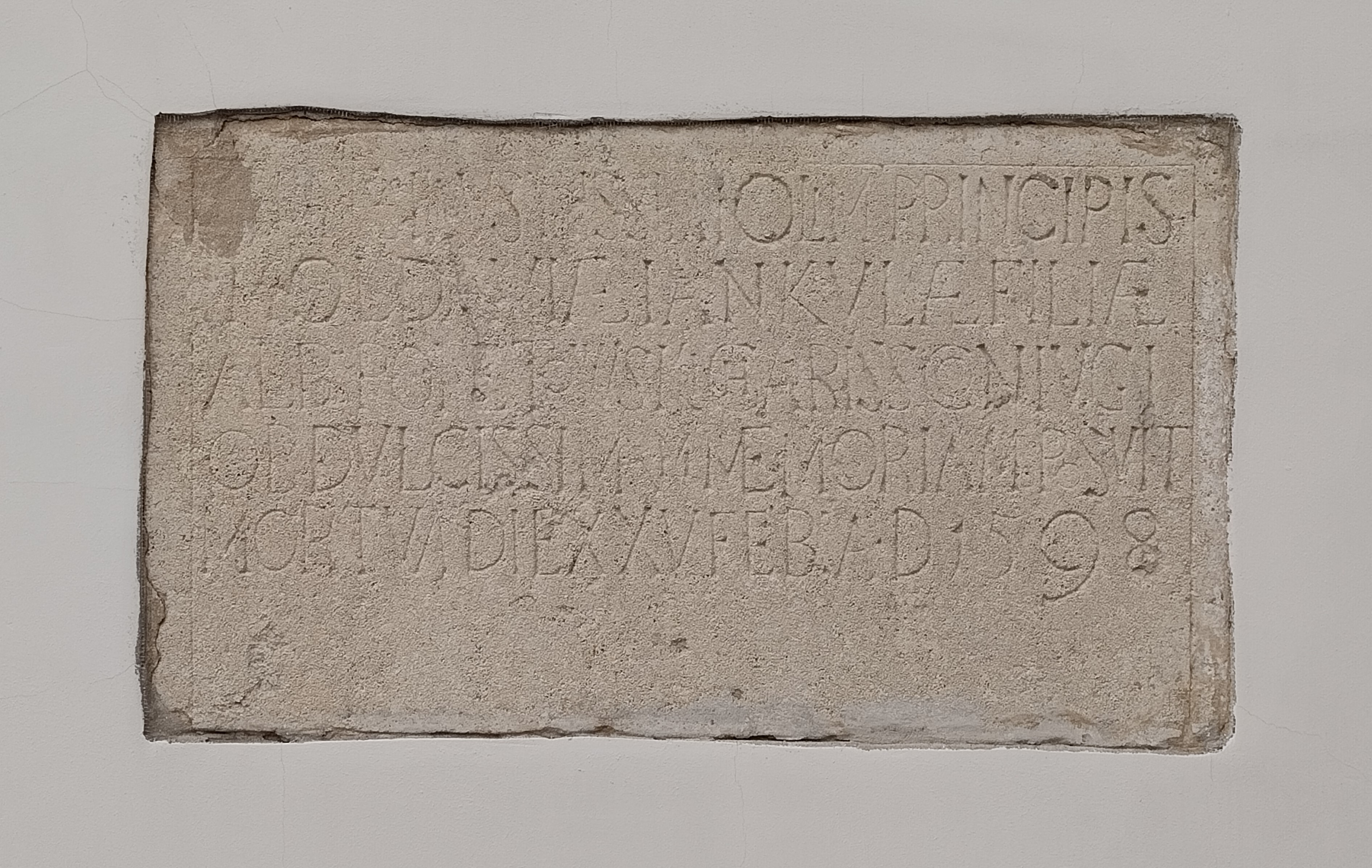
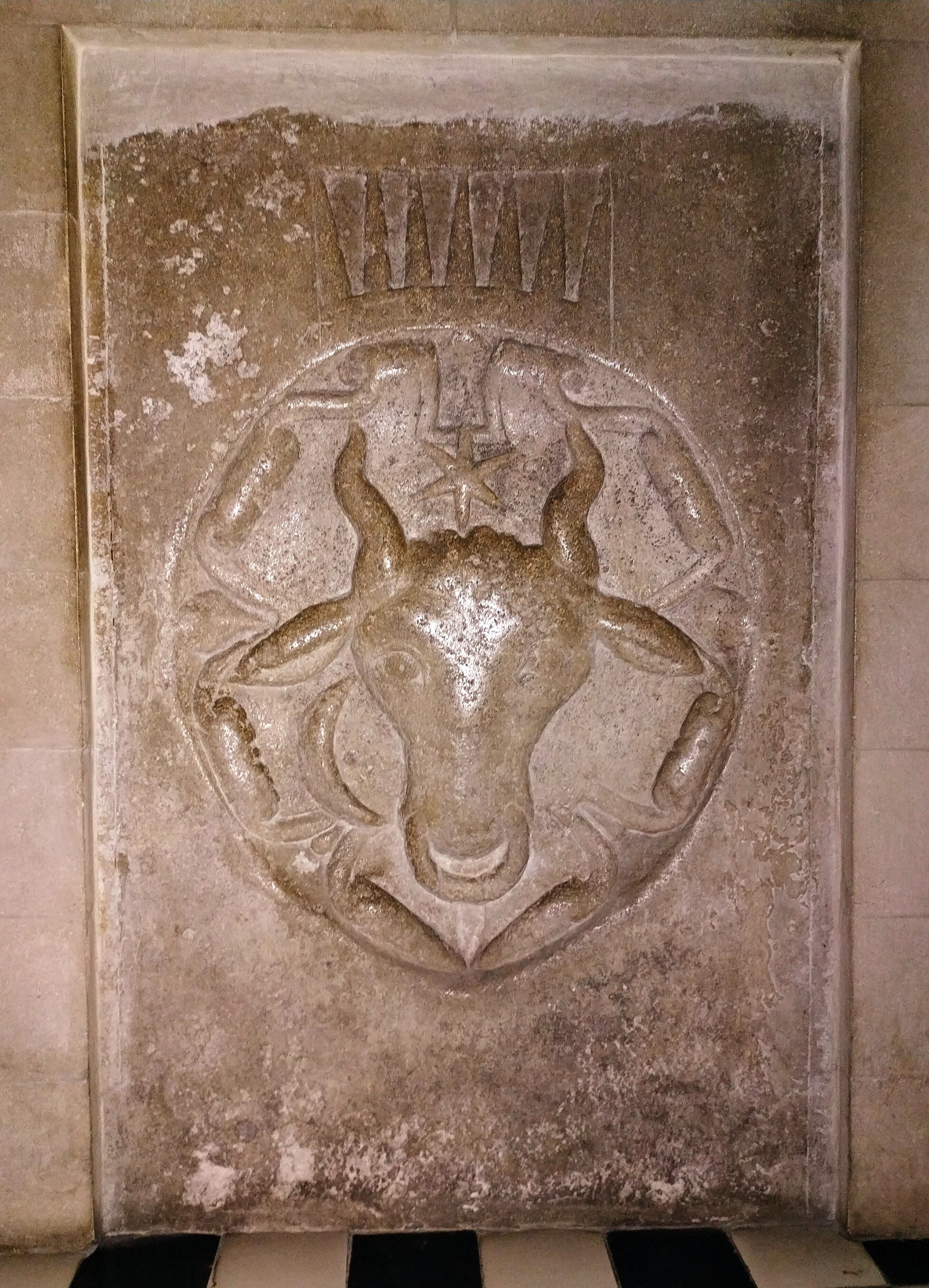
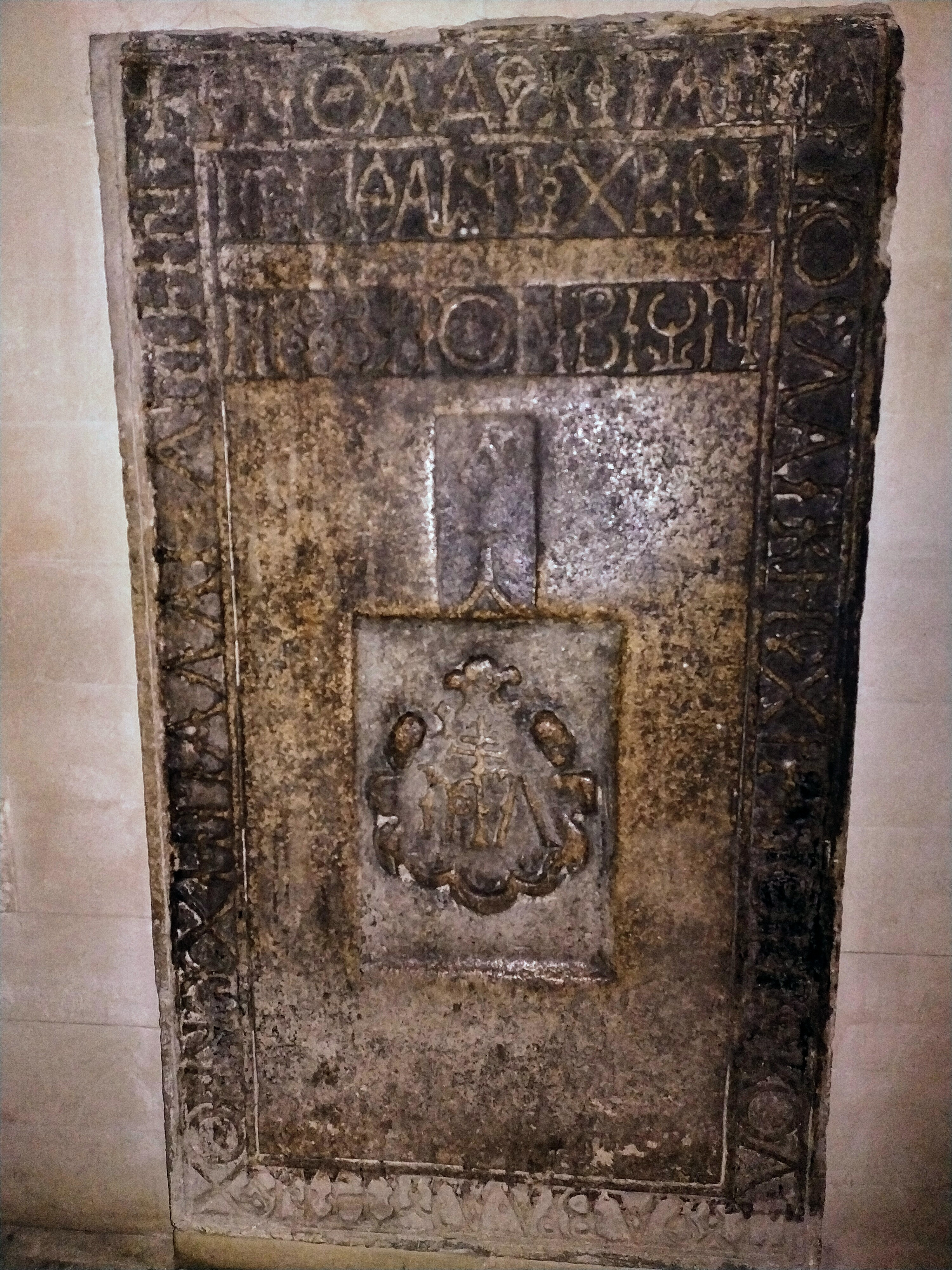
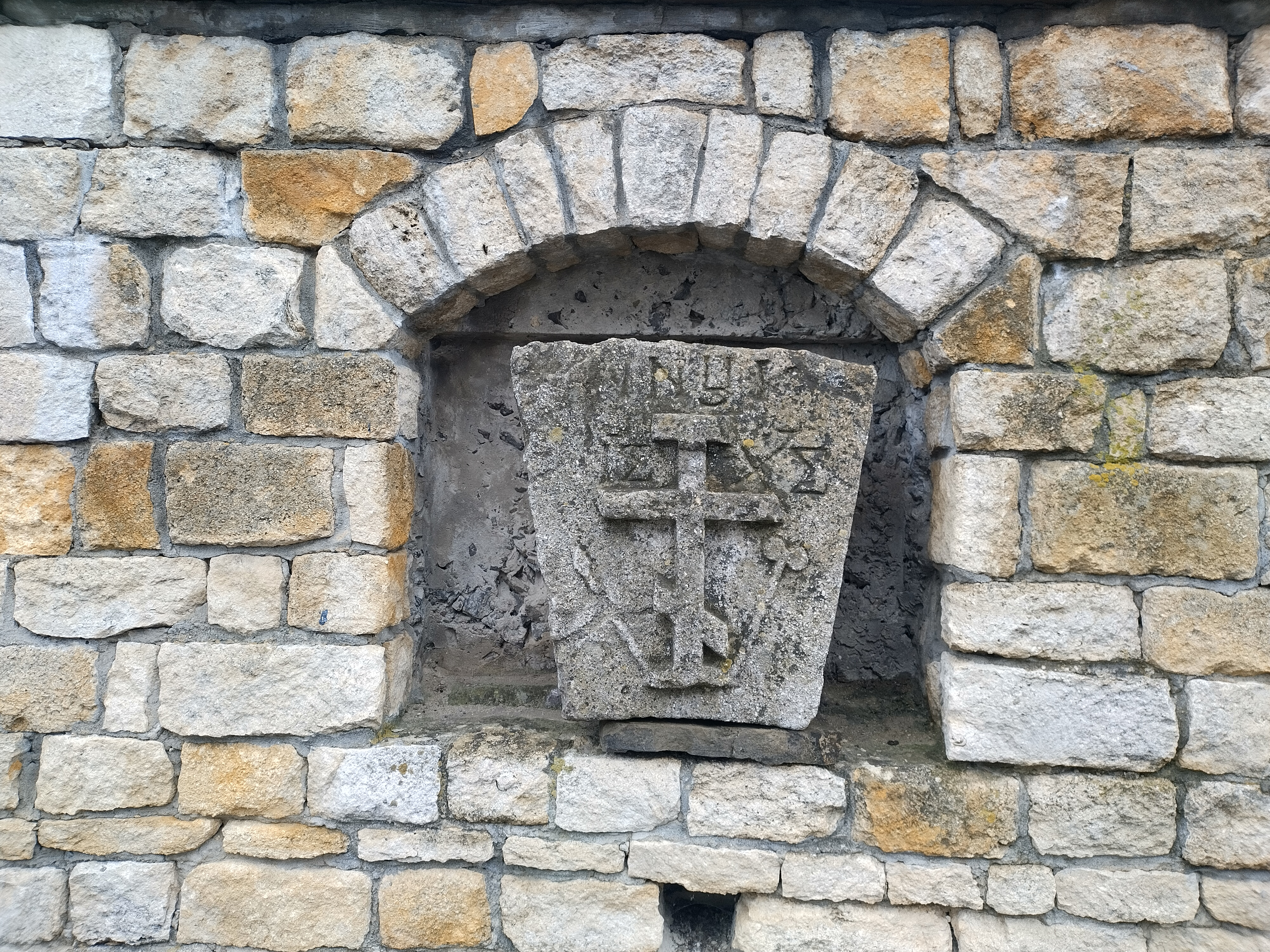
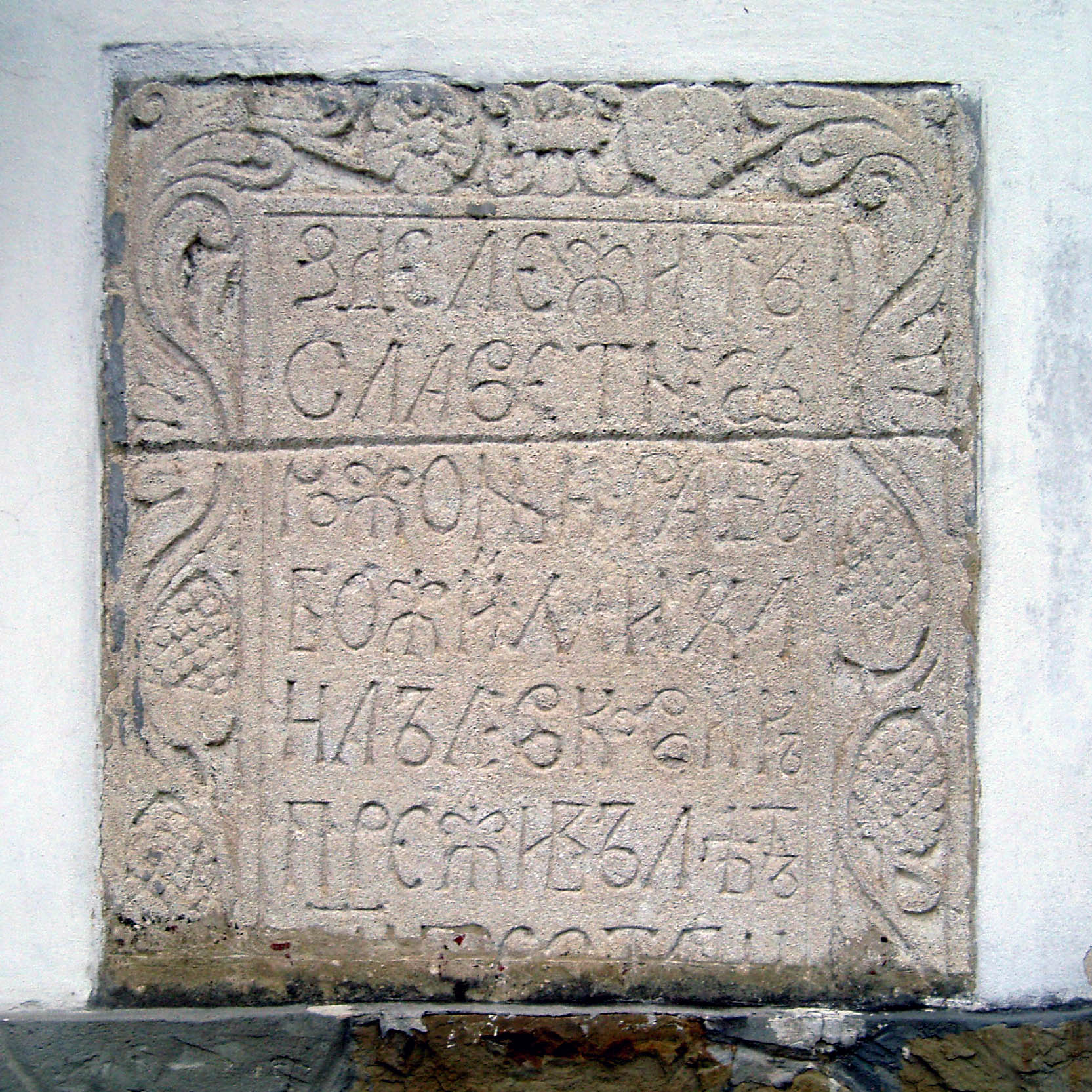

### Настоятелі монастиря
До Добромильської реформи:
- зокрема, у 1776: Боніфатій Кровницький[13];
- ?-1821: Арсеній Радкевич (був спочатку ігуменом для всіх трьох об'єднаних львівських монастирів);
- [1822]: Модест Михайло Гриневецький (як протоігумен був одночасно й ігуменом Святоонуфріївського монастиря);
- 1823—1838: Орест Онуфрій Хомчинський (протоігумен, заразом і настоятель монастиря св. Онуфрія; 1838 став архимандритом у Жовкві; керівництво монастирем передав, мабуть, вікарію о. Компаневичу);
- 1838-[1843]: Варлаам Василь Компаневич (вікарій);
- 1843 (з 7 вересня (інсталяція) — 1847: Юст Юстин Ганкевич;
- 1847—1854: Ігнатій Іван Сінгалевич;
- 1854—1855: Мар'ян Модест Максимович;
- 1858-1866: Терентій Теодор Бубес (пом. 1866);
- 1867—1878: Климент Кароль Сарницький;
- 1878—1886: Яків Іван Загайський;

Від початку реформи і до закриття монастиря радянською владою:
- 1887—1889: Йосиф Василевський, єзуїт;
- 1890: Павло Маковський, єзуїт;
- 1891—1892: Михайло Андрейчак, єзуїт, Юліян Іван Зємба, ЧСВВ — вікарій;
- 1893: Едуард Буркевич, єзуїт;
- 1894: Юліян Іван Дацій;
- 1895—1896: Єронім Йосиф Малицький;
- 1896 (з 23 червня) — 1898: Андрей Роман Шептицький;
- 1898 (з 26 серпня) — 1901: Платонід Петро Філяс;
- 1901 (з 21 червня): Віталій Володимир Градюк;
- 1901 (з 4 листопада) — 1918: Мелетій Матей Лончина;
- 1918 (з 1 вересня) — 1921: Яків Йосиф Вацура;
- 1921 (з 23 жовтня) — 1924: Ігнатій Іван Тисовський;
- 1924 (з 27 січня) — 1926: Віталій Володимир Градюк;
- 1926 (з 28 жовтня) — 1931: Теодосій Тит Галущинський;
- 1931 (з 21 серпня) — 1935: Йосиф Іван Лучинський;
- 1935 (з 13 листопада) — 1939: Йосиф Іван Чепіль;
- 1939 — (1940/41) — 1944: Іриней Іван Назарко;
- 1944 — 1945: Йосиф Іван Чепіль;

Новітній період:
- 1990 (з 19 січня): Антоній Теодор Масюк (ігумен);
- Протоігумен провінції Василь Мендрунь був одночасно і настоятелем монастиря св. Онуфрія у Львові;
- 1998 (з 17 серпня): Теодор Тарас Пилявський (ігумен);
- 2001 (з 3 травня): Віталій Володимир Дуткевич;
- 2004 (з 17 лютого): Дам'ян Зиновій Кастран (ігумен);
- 2005 (з 2 грудня): Михайло Микола Лучків (настоятель);
- 2007 (з 7 серпня): Корнилій Віктор Яремак (настоятель);
- 2010 (з 29 січня): Юстин Юрій Кучер (намісник);
- 2012 (з 21 лютого): Макарій Віктор Солюк (намісник);
- 2012 (з 3 серпня): Вінкентій Василь Пелих (намісник);
- 2016: Йоаким Ігор Ошуст (намісник);
- 2020: Веніамин Володимир Чернега (намісник);
- 2024: Пантелеймон Денис Трофімов (намісник).

### Намісники
- Никанор Микола Краєвський (1858—1861)[14]